# 橋元勗
橋元 勗（はしもと つとむ、1859年8月11日（安政6年7月13日） - 1917年（大正6年）4月18日）は、日本の政治家、衆議院議員（1期）。

## 経歴
能登国珠洲郡野々江村(のち石川県珠洲郡直村、現・珠洲市)出身。普通学を学ぶ。製塩業を営み、石川県会議員、珠洲郡会議員、同参事会員、直村長となる。また、石川県勧業諮問委員、珠洲郡製塩同業組合長、大日本塩業調査委員、珠洲郡畜産組合会長を務めた。
1898年8月の第6回衆議院議員総選挙において石川4区から憲政本党公認で立候補して当選した。衆議院議員を1期務め、1902年の第7回衆議院議員総選挙は不出馬。1917年に死去した。